# عبد الله الشنقيطي
عبد الله الشنقيطي (22 ديسمبر 1998 - ) هو لاعب كرة قدم سعودي يلعب حاليًا في نادي الحزم.

## مسيرة اللاعب
مثل نادي الأنصار في الفئات السنية و الفريق الأول في دوري الدرجة الأولى السعودي و مثل منتخب السعودية تحت 23 سنة و وقع عقد لمدة 3 سنوات مع نادي النصر بداية من موسم 2020-2021. و أعير إلى نادي الرائد في صيف 2021 و لعب بعدها في نادي الخليج ونادي الحزم.

## روابط خارجية
- عبد الله الشنقيطي على موقع Soccerway.com (الإنجليزية)
- عبد الله الشنقيطي على موقع كووورة